# Estació d'Edimburg-Waverley
L'estació d'Edimburg-Waverley (codi: EDB) és la principal estació ferroviària d'Edimburg, la capital d'Escòcia. És denominada per Network Rail directament com a «estació d'Edimburg», encara que no sigui l'única estació de la ciutat.
Ocupa 100 000 m2 en el fons d'una vall en ple centre d'Edimburg, sent un dels punts més baixos del centre de la ciutat. És una estació amb connexions per l'est cap a Londres i per l'oest cap a tota Escòcia. És considerada l'última estació de l'East Coast Main Line.

## Localització
L'estació es troba en una estreta vall entre la ciutat medieval i la nova ciutat del segle xviii. Princes Street, el principal carrer comercial d'Edimburg, se situa en un lateral. La vall és travessada per dos ponts que uneixen ambdues parts de la ciutat per sobre de l'estació, el North Bridge, de l'any 1897, i el Waverley Bridge, des del qual unes rampes permeten accedir a l'estació.
El lloc estava ocupat per un petit llac que va ser drenat al segle xix.

## Història
La construcció de la nova ciutat d'Edimburg, al nord de la ciutat medieval, va deixar en ple centre el llac conegut com a Nor Loch, que es va convertir en un focus de males olors en ple centre de la ciutat. Es van realitzar diversos treballs de drenatge que van culminar a la dècada de 1820 amb la disponibilitat absoluta del terreny, que en principi va ser dedicat a jardins.
Amb el progrés del ferrocarril a Gran Bretanya i les bones condicions de la vall per introduir vies fèrries a l'interior de la ciutat en la dècada de 1840, foren tres les companyies que van construir estacions a la zona. Totes van ser denominades en honor de la novel·la Waverley entorn de l'any 1854.
L'any 1868 la companyia North British Railway va comprar les dues estacions de les seves competidores, va demolir les tres i les va substituir per una nova estació única d'estil victorià. L'any 1902 es va inaugurar l'hotel Balmoral, que va ser explotat com a part de l'estació fins a finals dels anys 1980.

## Serveis
Per l'est, després d'una sèrie de tancaments de línies, l'estació rep tan sols l'East Coast Main Line que, des d'Edimburg, recorre la costa est de Gran Bretanya passant per importants ciutats fins a Londres.
Per l'oest totes les vies es dirigeixen cap a l'estació d'Edimburg-Haymarket, després de la que es bifurquen amb nombroses destinacions cap a tota Escòcia. A través de l'estació de Glasgow Central es pot accedir a la West Coast Main Line, per la qual es pot connectar amb tot l'oest de Gran Bretanya per de nou arribar a Londres.
Són nombroses les companyies que utilitzen l'estació: East Coast, Cross Country o Virgin Trains operen trens de llarga distància, mentre que els trens de major proximitat corresponen principalment a First ScotRail.

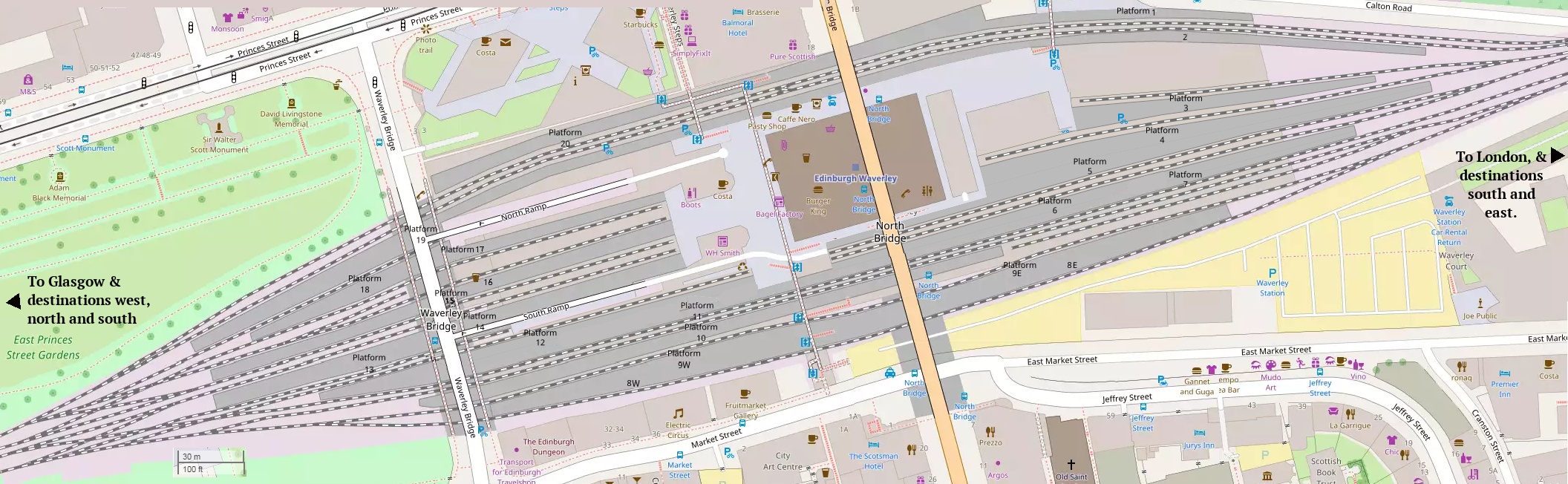
Mapa de l'estació d'Edimburg-Waverley.